# Serra de Montplà
La Serra de Montplà és una serra situada entre els municipis d'Arbeca a la comarca de les Garrigues i el de Belianes i Maldà a la comarca de l'Urgell, amb una elevació màxima de 383 metres.